# 白鹿寺
白鹿寺坐落在中华人民共和国湖南省益阳市城区资江南岸的白鹿山，是一座汉传佛教寺院。其“白鹿晚钟”是益阳十景之一。它是益阳市重点文物保护单位。

## 词源学
说法一：唐朝宰相裴休贬谪外任荆南节度使时住在宁乡觅云寺，来到益阳，住在江畔的小山上，每天晚上诵经，都有白鹿前来听经，当地人将小山命名“白鹿山”，在山下建立了一座佛寺，命名“白鹿寺”。
说法二：宋朝淳熙（1174年–1189年）年间，益阳瘟疫流行，老百姓和僧人诵经祈祷，一只白鹿含着草药来到寺院，草药熬成汤之后，瘟疫就痊愈了，为了感谢白鹿，寺院更名“白鹿寺”。

## 沿革
白鹿寺始建于唐朝宪宗元和（806年–820年）年间。
清朝咸丰八年（1858年），白鹿寺被太平天国兵火焚毁。惟光和尚得到两江总督陶澍资助，耗费6年重建寺院。光绪七年（1881年），海印和尚来到寺院，民国时期，景星寺被毁，白鹿寺被占，他花费10余年重修白鹿寺和景星寺。1922年，海印和尚入寂，同年，自空和尚接任主持。之后，烛冥、弘畅、愿修、熹谷、佛源相继住持。1943年，弘畅等人筹建“中国佛教湖南省分会益阳县支会”，在寺院里创立“益阳佛教讲习所”。
1949年，中华人民共和国建立。熹谷、佛源率领寺院僧人开设工厂，1951年熹谷去湘潭市，佛源去了广东省云门山大觉禅寺。1958年工厂合并入益阳市人民织布厂。文化大革命时期，僧人被驱散还俗，因建立大桥，寺院被拆除。中国共产党第十一届中央委员会第三次全体会议后，中国共产党落实宗教信仰自由政策，僧人陆续返回，1984年，益阳市佛教协会在此建立，释观照出任会长。由于之前的旧址已经建了商场，益阳市人民政府选择塔林山给僧人建立白鹿寺，益阳市人民政府邀请佛源出任主持。1990年秋季，大雄宝殿建成，佛像开光，中国佛教协会会长赵朴初书写寺名，白鹿寺正式外对开放参观。1998年，佛源的海内外弟子们捐款建立了药师殿、斋堂、僧舍。1999年农历9月30日，药师殿佛像开光典礼举行。之后，佛源募集600万元人民币，再度建立殿堂，2003年竣工。

## 伽蓝
山门、大雄宝殿、玉佛堂、药师殿、观音殿、祖师殿、南岳殿、功德殿、藏经殿、钟楼、鼓楼、念佛堂、客堂、斋堂、方丈楼、禅房、寮房、流通处、回廊等。

### 玉佛殿
玉佛殿在1996年建成，门前供奉韦驮菩萨，殿内供奉释迦摩尼卧像，两尊像都是从缅甸请回的玉像。

### 药师殿
药师殿也是1996年建成，殿内供奉“东方三圣”，东是日光编照菩萨，西是目光编照菩萨，中间是药师佛，两旁墙壁是十二药叉。

### 法堂
法堂在2002建成，殿内供奉地藏菩萨，是白鹿寺传戒登坛和升堂说法的地方。

## 文化
明朝罗允衡的诗：
|  | 山暝日西沉，蒲牢吼梵音。隔江人误听，疑是老龙吟。 |

## 图册
- 大雄宝殿。
- 药师殿。
- 舍利塔。